# G’schamster Diener
G’schamster Diener (heute auch gschamster; manchmal kschamster; früher selten kaschamster, besonders in Ungarn und Slowakei/Mähren) ist eine österreichische Begrüßungs- wie auch  Verabschiedungsformel.   

## Etymologie
Die Floskel heißt auf Hochdeutsch „Ihr gehorsamster Diener“. (Ihr) gehorsamster Diener war eine übliche Unterschrift im Briefwechsel des nachrevolutionären 18. und 19. Jahrhunderts (so wie das heutige hochachtungsvoll) und wurde vom sozial niedriger Gestellten verwendet, etwa zusammen mit der Anrede Hochwohlgeboren vom Bürgerlichen gegenüber dem Adeligen.

„[…] und bin ewig mit der : größten Ehrerbietung : Ihr gehorsamster Diener :: Schütz“

„Euer Hochwohlgeboren : gehorsamster Diener und aufrichtigster Verehrer :: F. Schiller“

Umgangssprachlich wird daraus „g’horsamster Diener“, „g’horsamster Deañer“ (Oberösterreich), teilweise auch, vor allem in alter Schreibweise „ghorsamster“ wie etwa „biß in den tod, ghorsamster underthanigster getrewer diener“ (Philipp Hainhofer an August II. im Oktober 1646).
Vereinzelt wird angenommen, dass eine Verbindung zum Jiddischen šam(m)es besteht, was „Synagogendiener, dienstbeflissener Mensch“, aber auch „Liebhaber, Geliebter“ bedeutet.

## Verwendung
Eine frühe Erwähnung in gedruckter Form findet sich beispielsweise 1844. Manchmal wurde der „Diener“ auch weggelassen, wie etwa zu Beginn des folgenden vermuteten Telefonats eines Gerichtspräsidenten in Krakau kurz nach der Jahrhundertwende: „Zu dienen, Herr Oberlandesgerichtspräsident, Euer Exzellenz kaschamster, was geruhen zu wünschen?“
Im Laufe des 20. Jahrhunderts hat es sich im Wienerischen als Höflichkeitsfloskel im Gastgewerbe erhalten, gehört zum Image eines perfekten Kaffeehaus-Obers und wurde von Hans Moser wieder populär gemacht. Meist wird es zur Begrüßung oder zur Verabschiedung gebraucht, kann aber durchaus bei passender Gelegenheit zwischendurch verwendet werden (etwa im Sinne „Sie wünschen?“). Unter alten Männern im Weinviertel war es bis in die 1950er Jahre ein häufiger Verabschiedungsgruß. Heute wird es als einfache Grußform mit humorvollem Lokalkolorit benutzt, etwa im Fiakerwesen.

## Ableitungen
Abgeleitet ist ein G’schamster, Gschamster ein ‚Verehrer, Geliebter, Freund‘, oder böse gesprochen auch ein ‚Speichellecker‘. Ein wenig moderner, aber teilweise auch schon als veraltet gekennzeichnet und ohne letzte negative Bedeutung ist der G’schamsterer, Gschamsterer oder Schamsterer.
In Altbayern und teilweise auch in Tirol gibt es den Dschamsterer bzw. Tschamsterer, was ebenfalls ‚Liebhaber, Gspusi, Freund‘ bedeutet, aber auch einen eifrigen, aber nicht überall wohlgelittenen Menschen bezeichnen kann. Im Sächsischen gibt es den Schamstrich als ‚Liebhaber/Bräutigam‘.
Im Tschechischen wurde aus dem G’schamster der šamstr, was entweder etwas veraltet ‚Verehrer, Liebhaber‘ bedeutet oder auch ‚Verbeugung‘. Im deutschen Schlesisch findet es sich als Schamster für „Geliebter, Bräutigam“. Und im polnischen Teschener Dialekt wurde daraus szamster, was ‚hübscher Kavalier‘ (ładny kawaler) bedeutet.